# 多環芳香烴

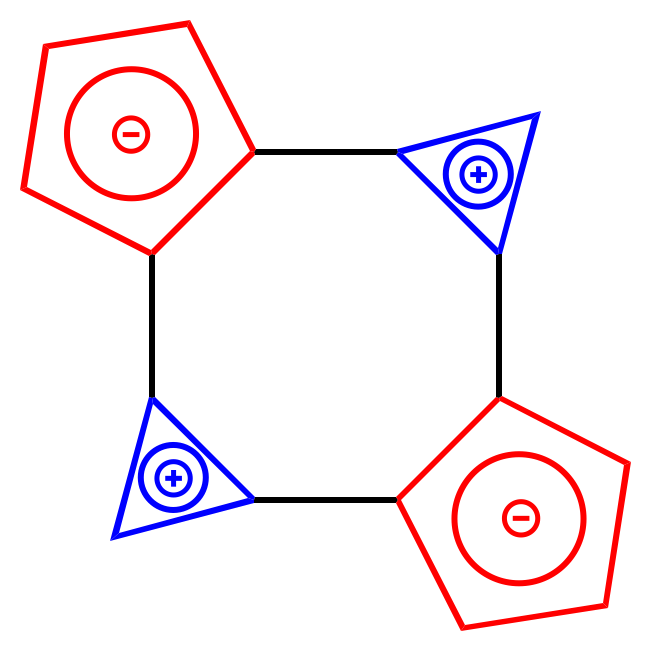
多环芳烃并不要求每个环都具有芳香性，如图中的联杯烯具有四个芳香环

多環芳香烴（英語：Polycyclic Aromatic Hydrocarbons，簡稱PAH或PAHs）又稱多環性芳香化合物或多環芳香族碳氫化合物，其化學結構式有100多種。它是一种芳香族碳氫化合物（芳香烴），由不包含雜環或取代基的芳香環所組成；其中结构最简单的是具有两个芳环的萘，以及三环化合物蒽和菲。多環芳香烴中有很多是已知或潛在的致癌物質。

## 性质
三環以上的多環性芳香化合物在水中具有低溶解度和低蒸汽壓，當分子量上升，溶解度和蒸汽壓皆下降。而二環的多環性芳香化合物則具有較低的溶解度和蒸汽壓。因此，多環性芳香化合物在環境中較常存在于土壤與沉澱物中而非溶于水及空氣中；然而，多環性芳香化合物常常出现在空氣中的懸浮微粒上。

## 健康影响
不少多環性芳香化合物已确定為致癌物。臨床實驗報告指出：若長期接觸高濃度多環性芳香化合物的混合物，會引起皮膚癌、肺癌、胃癌及肝癌等疾病。多環性芳香化合物可破壞體內的遺傳物質，引發癌細胞增長，增加癌症的發病率。
當分子量增加，多環性芳香化合物的致癌性也增加，而其急毒性則下降。一種多環性芳香化合物，苯并[a]芘是第一個被發現的化學致癌物質。
木馏油（creosote，又名雜酚油）裡面含有這項物質。著名藥品正露丸就含有木馏油。在1999年，一些日本醫師質疑其致癌性，主張應廢除該項藥劑。

## 监测
欧盟于2011年发布报告指出：由苯并[a]芘、苯并[a]蒽、苯并[b]荧蒽及1,2-苯并菲总量（简写为PAH4），即4种多环芳烃之和，更适合作为监测食品受污染的情况。

多環芳香烴PAH化合物的實例
蒽
菲
并四苯
䓛
三亚苯
芘
并五苯
苯并[a]芘
碗烯
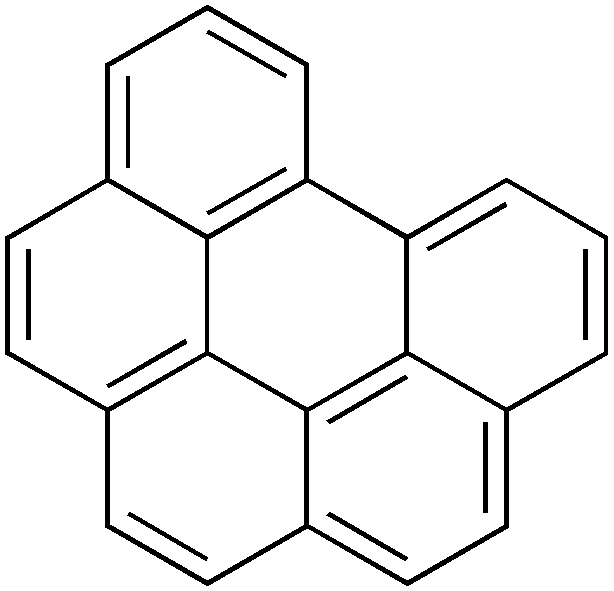
苯并[ghi]苝
暈苯
卵苯